# Oruza crocodeta
Oruza crocodeta är en fjärilsart som beskrevs av Turner 1903. Oruza crocodeta ingår i släktet Oruza och familjen nattflyn. Inga underarter finns listade i Catalogue of Life.